# Gaëtan Bally
Gaëtan Bally (* 1973 in Sion, Schweiz) ist ein Schweizer Fotograf.

## Karriere
Nach der Schulzeit im Wallis verbrachte Bally ein Jahr in San Diego, USA, um Englisch zu lernen. Später machte er die Fotografen-Lehre in Sion, während er regelmässige Aufträge für Le Nouvelliste, Le Nouveau Quotidien und die Bildagentur Reuters hatte. Von 1997 bis 2002 war er Fotograf bei der Neuen Zürcher Zeitung.
Seit 2002 ist er Themenfotograf bei der Nachrichtenagentur Keystone-SDA in Zürich, macht aber daneben freie Auftragsarbeit für verschiedene Magazine und Unternehmen.
Ballys Spezialgebiet sind Portraits und Reportagen.

## Auszeichnungen
- 2005[3] Espace-Media-Preis für Pressefotografie «Swiss Press Photo»
- 2009[4] Espace-Media-Preis für Pressefotografie «Swiss Press Photo»
- 2022[5] gewann er für seine Fotografien den Swiss Press Award.[6]

## Privates
Bally lebt mit seiner Familie in Zürich.